# Валик (річка)
Валик, також Бобошка — річка в Україні, у межах колишніх Іллінецького та Гайсинського району Вінницької області. Права притока Собу (басейн Південного Бугу). 
Довжина — 10 км, площа — 31,2 км².
Тече переважно на схід через села Криштопівка, Шура-Бондурівська та Бондурі. Впадає у Соб за 36 км від гирла.